# Paksi FC
Maillots
Actualités
Le Paksi FC, (anciennement connu sous le nom de Paksi SE ou Paksi Sportegyesület), est un club de football hongrois fondé en 1952 et basé à Paks, une ville située dans le comitat de Tolna.

## Historique

Ancien logo du Paksi SE

Paksi SE a été créé dans le cadre de l'initiative de promouvoir le sport et l'activité physique dans la région de Paks. Au départ, le club a participé à des compétitions locales, mais il a rapidement gagné en réputation en atteignant des niveaux plus élevés du football hongrois.
Dans les années qui ont suivi sa création, Paksi SE a connu des succès notables dans les ligues inférieures, progressant régulièrement à travers les divisions. Le club a finalement atteint la première division hongroise, la Nemzeti Bajnokság I, où il a continué à jouer un rôle compétitif.

## Bilan sportif

### Palmarès
- Championnat de Hongrie
  - Vice-champion : 2011 et 2024

- Coupe de Hongrie (2)
  - Vainqueur : 2024 et 2025
  - Finaliste : 2022

- Coupe de la Ligue hongroise (1)
  - Vainqueur : 2011
  - Finaliste : 2010

### Bilan européen
Légende
- Victoire ou qualification pour le tour suivant
- Match nul
- Défaite ou élimination de la compétition

Note : dans les résultats ci-dessous, le score du club est toujours donné en premier.
| Saison    | Compétition      | Tour             | Club                | Domicile | Extérieur | Total |
| --------- | ---------------- | ---------------- | ------------------- | -------- | --------- | ----- |
| 2011-2012 | Ligue Europa     | Premier tour Q   | UE Santa Coloma     | 4 - 0    | 1 - 0     | 5 - 0 |
| 2011-2012 | Ligue Europa     | Deuxième tour Q  | Tromsø IL           | 1 - 1    | 3 - 0     | 4 - 1 |
| 2011-2012 | Ligue Europa     | Troisième tour Q | Heart of Midlothian | 1 - 1    | 1 - 4     | 2 - 5 |
| 2024-2025 | Ligue Europa     | Premier tour Q   | Corvinul Hunedoara  | 0 - 4    | 2 - 0     | 2 - 4 |
| 2024-2025 | Ligue Conférence | Deuxième tour Q  | AEK Larnaca         | 3 - 0    | 2 - 0     | 5 - 0 |
| 2024-2025 | Ligue Conférence | Troisième tour Q | FK Mornar Bar       | 3 - 0    | 2 - 2     | 5 - 2 |
| 2024-2025 | Ligue Conférence | Barrages Q       | FK Mladá Boleslav   | 0 - 3    | 2 - 2     | 2 - 5 |
| 2025-2026 | Ligue Europa     | Premier tour Q   | CFR Cluj            | 0 - 0    | 0 - 3     | 0 - 3 |
| 2025-2026 | Ligue Conférence | Deuxième tour Q  | NK Maribor          | 1 - 0    | 1 - 1     | 2 - 1 |
| 2025-2026 | Ligue Conférence | Troisième tour Q | Polissia Jytomyr    | 2 - 1    | 0 - 3     | 2 - 4 |